# 6to4
6to4는 인터넷 프로토콜 버전 4(IPv4)에서 버전 6(IPv6)으로 이관하기 위한 인터넷 전환 메커니즘이며, 명시적인 터널을 구성할 필요 없이 IPv6 패킷이 IPv4 네트워크(일반적으로 IPv4 인터넷)를 통해 전송되도록 허용하는 시스템이다. 6to4 네트워크가 기본 IPv6 네트워크와 통신할 수 있도록 하는 특수 릴레이 서버도 마련되어 있다.
6to4는 호스트와 대상 사이의 노드에 IPv6가 필요하지 않기 때문에 완전한 기본 IPv6 연결 배포의 초기 단계에서 특히 관련이 있다. 그러나 이는 전환 메커니즘으로만 사용되며 영구적으로 사용할 수는 없다.
6to4는 개별 호스트 또는 로컬 IPv6 네트워크에서 사용될 수 있다. 호스트에서 사용하는 경우 글로벌 IPv4 주소가 연결되어 있어야 하며, 호스트는 나가는 IPv6 패킷의 캡슐화와 들어오는 6to4 패킷의 캡슐화 해제를 담당한다. 호스트가 다른 클라이언트(종종 로컬 네트워크)에 대한 패킷을 전달하도록 구성된 경우 해당 호스트는 라우터이다.
대부분의 IPv6 네트워크는 호스트 주소의 마지막 64비트가 필요한 자동 구성을 사용한다. 처음 64비트는 IPv6 접두사이다. 접두사의 처음 16비트는 항상 2002이다. 다음 32비트는 IPv4 주소이고, 접두사의 마지막 16비트는 동일한 6to4 라우터 뒤에 있는 여러 IPv6 서브넷의 주소를 지정하는 데 사용할 수 있다. 자동 구성을 사용하는 IPv6 호스트는 이미 주소의 고유한 64비트 호스트 부분을 결정했으므로 완전한 IPv6 주소를 가지려면 접두사의 첫 64비트를 나타내는 라우터 알림을 기다려야 한다. 6to4 라우터는 처음 16비트가 2002인 경우 다음 32비트를 대상으로 사용하여 IPv4를 통해 직접 캡슐화된 패킷을 보내거나, 그렇지 않으면 기본 IPv6에 액세스할 수 있는 잘 알려진 릴레이 서버로 패킷을 보내는 방법을 알게 된다.
6to4는 IPv4 전용 호스트와 IPv6 전용 호스트 간의 상호 운용을 촉진하지 않는다. 6to4는 단순히 IPv6 노드 간의 전송 계층으로 사용되는 투명한 메커니즘이다.
호스트가 잘못 구성되고 성능이 저하되는 현상이 관찰되었기 때문에 6to4 배포 방법에 대한 권고가 2011년 8월에 게시되었다. 6to4 애니캐스트 접두사를 사용하여 해결할 수 없는 운영 문제로 인해 표준의 해당 부분은 2015년에 더 이상 사용되지 않는다.

## 같이 보기
- 테레도 터널링